# Phreatia albofarinosa
Phreatia albofarinosa är en orkidéart som beskrevs av Paul Ormerod. Phreatia albofarinosa ingår i släktet Phreatia och familjen orkidéer.
Artens utbredningsområde är Thailand. Inga underarter finns listade i Catalogue of Life.